# Saint-Séglin
 Saint-Séglin  es una población y comuna francesa, situada en la región de Bretaña, departamento de Ille y Vilaine, en el distrito de Redon y cantón de Maure-de-Bretagne.

## Demografía
| 559 | 512 | 495 | 411 | 409 | 433 |
| Para los censos de 1962 a 1999 la población legal corresponde a la población sin duplicidades (Fuente: INSEE [Consultar]) |     |     |     |     |     |